# Badajoz
Badajoz (spanskt uttal: [baðaˈxoθ]) är en stad och kommun i den autonoma regionen Extremadura i västra Spanien. Staden ligger vid floden Guadiana nära gränsen till Portugal, cirka 328 kilometer sydväst om Madrid samt cirka 189 kilometer öster om Lissabon. Badajoz är huvudort i provinsen med samma namn. Kommunen har 150 570 invånare (2024), på en yta av 1 440,52 km².
Badajoz grundades på 800-talet, då morerna dominerade den Iberiska halvön.